# FN Browning BDM
Die FN Browning BDM (Browning Double Mode) ist eine halbautomatische Pistole im Kaliber 9 mm, hergestellt in den USA von FN manufacturing Inc., einer Tochtergesellschaft der belgischen Firma Fabrique Nationale Herstal. Vermarktet wurde die Pistole als Produkt der Browning Arms Company, die ebenfalls eine Tochtergesellschaft von FN ist. 1997 wurden die Varianten „BDM Standard“, „BDM Silver Chrome“ und „BDM Praktical“ mit 10-Schuss-Magazin angeboten. Die Variante „BDM-D“ wurde von 1997 bis 1998 produziert und von dem Nachfolgemodell „BRM“ abgelöst. Ab 2004 waren nordamerikanischen Markt 15-Schuss-Magazine auch für Privatpersonen legal erhältlich. Besonderheit der Waffe ist, entweder im Double Action Mode (üblicher Modus bei Pistolen) oder im Double Action Only Mode (Modus bei Revolvern) feuern zu können. Die Modi werden per Drehknopf ausgewählt. Das Griffstück der BDM ist schmal im Vergleich mit anderen Waffen, die eine ähnliche Magazinkapazität haben. 